# Lamelleulepethus biminiensis
Lamelleulepethus biminiensis är en ringmaskart som beskrevs av Pettibone 1986. Lamelleulepethus biminiensis ingår i släktet Lamelleulepethus och familjen Eulepethidae.
Artens utbredningsområde är Mexikanska golfen. Inga underarter finns listade i Catalogue of Life.